# Karen Barritza
Karen Barritza (* 3. Juli 1992 als Karen Barbat in Aalborg) ist eine ehemalige dänische Tennisspielerin.

## Karriere
Barritza, die im Alter von sieben Jahren mit dem Tennisspielen begann, bevorzugt laut ITF-Profil Hartplätze.
Im Juli 2006 spielte sie ihr erstes ITF-Turnier. Insgesamt gewann sie auf ITF-Ebene jeweils sieben Einzel- und Doppeltitel.
Seit 2007 spielt sie für die dänische Billie-Jean-King-Cup-Mannschaft; ihre Billie-Jean-King-Cup-Bilanz weist bislang 18 Siege bei 21 Niederlagen aus.

## Persönliches
Seit ihrer Heirat im Februar 2016 heißt sie Karen Barritza.

## Turniersiege

### Einzel
| Nr. | Datum             | Turnier     | Belag             | Kategorie   | Finalgegnerin      | Ergebnis      |
| --- | ----------------- | ----------- | ----------------- | ----------- | ------------------ | ------------- |
| 1.  | 29. Mai 2011      | Paros       | Teppich           | ITF $10.000 | Despoina Vogasari  | 6:1, 7:5      |
| 2.  | 28. Juli 2013     | Tampere     | Sand              | ITF $10.000 | Ljubow Wassiljewa  | 6:1, 7:65     |
| 3.  | 4. August 2013    | Savitaipale | Sand              | ITF $10.000 | Antonia Lysakova   | 7:5, 6:3      |
| 4.  | 3. November 2014  | Oslo        | Hartplatz (Halle) | ITF $10.000 | Cornelia Lister    | 6:2, 6:2      |
| 5.  | 21. Mai 2016      | Båstad      | Sand              | ITF $10.000 | Cornelia Lister    | 6:4, 6:4      |
| 6.  | 26. November 2016 | Helsinki    | Hartplatz (Halle) | ITF $10.000 | Jelena Rybkina     | 6:3, 6:4      |
| 7.  | 4. September 2017 | Rotterdam   | Sand              | ITF $10.000 | Tayisiya Morderger | 2:6, 6:4, 6:4 |

### Doppel
| Nr. | Datum             | Turnier      | Belag             | Kategorie   | Partnerin              | Finalgegnerinnen                          | Ergebnis |
| --- | ----------------- | ------------ | ----------------- | ----------- | ---------------------- | ----------------------------------------- | -------- |
| 1.  | 1. Juli 2010      | Gausdal      | Hartplatz         | ITF $10.000 | Mhairi Brown           | Lisa Whybourn Nicola George               | 6:2, 6:2 |
| 2.  | 22. Oktober 2010  | Glasgow      | Hartplatz (Halle) | ITF $25.000 | Julia Mayr             | Eirini Georgatou Walerija Sawinych        | kampflos |
| 3.  | 28. August 2011   | Braunschweig | Sand              | ITF $10.000 | Trang Huynh Phuong Dai | Sabrina Baumgarten Katharina Lehnert      | 6:2, 6:4 |
| 4.  | 5. August 2012    | Savitaipale  | Sand              | ITF $10.000 | Eveliina Virtanen      | Olga Brózda Nikola Horaková               | kampflos |
| 5.  | 7. August 2014    | Kopenhagen   | Sand              | ITF $10.000 | Klaudia Boczová        | Emilie Francati Maria Jespersen           | 6:4, 6:1 |
| 6.  | 28. August 2016   | Rotterdam    | Sand              | ITF $10.000 | Chiara Scholl          | Rosalie van der Hoek Sviatlana Pirazhenka | 6:2, 6:3 |
| 7.  | 26. November 2016 | Helsinki     | Hartplatz (Halle) | ITF $10.000 | Laura-Ioana Andrei     | Alina Silitsch Walerija Selewa            | 6:4, 6:3 |